# Laurent Porchier
Laurent Porchier (Bourg-de-Péage, 27 giugno 1968) è un ex canottiere francese.

## Palmarès
Olimpiadi
- 1 medaglia:
  - 1 oro (quattro senza pesi leggeri a Sydney 2000)